# Tommy Macias
Tommy Macias (Boo (Svezia), 20 gennaio 1993) è un judoka svedese.

## Palmares
- Europei

Varsavia 2017: bronzo nei 73 kg.
Tel Aviv 2018: bronzo nei 73 kg.
Praga 2020: bronzo nei 73 kg.
- Giochi europei

Minsk 2019: oro nei 73 kg.

### Vittorie nel circuito IJF
| Data            | Località     | Paese               | Categoria  |
| --------------- | ------------ | ------------------- | ---------- |
| 29 ottobre 2016 | Abu Dhabi    | Emirati Arabi Uniti | Grand Slam |
| 7 aprile 2018   | Adalia       | Turchia             | Grand Prix |
| 12 ottobre 2018 | Cancún       | Messico             | Grand Prix |
| 16 marzo 2019   | Ekaterinburg | Russia              | Grand Slam |